# Martians Come Back!
| Recensione | Giudizio |
| ---------- | -------- |
| AllMusic   |          |

Martians Come Back! è un album a nome Shorty Rogers and His Giants, pubblicato dalla casa discografica Atlantic Records nell'agosto del 1956 .

## Tracce

### LP
Lato A
Musiche di Shorty Rogers, eccetto dove indicato.
1. Martians Come Back – 6:12 – Registrato il 26 ottobre 1955 a Los Angeles, California
2. Astral Alley – 4:33 – Registrato il 6 dicembre 1955 a Los Angeles, California
3. Lotus Bud – 4:53 – Registrato il 3 novembre 1955 a Los Angeles, California
4. Dickie's Dream – 5:30 (musica: Count Basie, Lester Young) – Registrato il 16 dicembre 1955 a Los Angeles, California

Lato B
Musiche di Shorty Rogers.
1. Papouche – 4:18 – Registrato il 3 novembre 1955 a Los Angeles, California
2. Serenade in Sweets – 6:33 – Registrato il 6 dicembre 1955 a Los Angeles, California
3. Planetarium – 3:35 – Registrato il 26 ottobre 1955 a Los Angeles, California
4. Chant of the Cosmos – 6:13 – Registrato il 9 dicembre 1955 a Los Angeles, California

## Musicisti
Martians Come Back
- Shorty Rogers – tromba
- Jimmy Giuffre – clarinetto
- Lou Levy – pianoforte
- Ralph Peña – contrabbasso
- Shelly Manne – batteria

Astral Alley
- Shorty Rogers – tromba
- Harry Edison – tromba
- Conte Candoli – tromba
- Pete Candoli – tromba
- Don Fagerquist – tromba
- Earl Grey – pianoforte
- Ralph Peña – contrabbasso
- Shelly Manne – batteria

Lotus Bud
- Shorty Rogers – flicorno
- Jimmy Giuffre – clarinetto
- Lou Levy – pianoforte
- Ralph Peña – contrabbasso
- Shelly Manne – batteria

Dickie's Dream
- Shorty Rogers – flicorno
- Harry Edison – tromba
- Bud Shank – sassofono alto
- Pete Cera – pianoforte
- Barney Kessel – chitarra
- Leroy Vinnegar – contrabbasso
- Shelly Manne – batteria

Papouche
- Shorty Rogers – flicorno
- Jimmy Giuffre – sassofono baritono
- Lou Levy – pianoforte
- Ralph Peña – contrabbasso
- Shelly Manne – batteria

Serenade in Sweets
- Shorty Rogers – tromba
- Harry Edison – tromba
- Conte Candoli – tromba
- Pete Candoli – tromba
- Don Fagerquist – tromba
- Earl Grey – pianoforte
- Ralph Peña – contrabbasso
- Shelly Manne – batteria

Planetarium
- Shorty Rogers – flicorno
- Jimmy Giuffre – sassofono tenore
- Lou Levy – pianoforte
- Ralph Peña – contrabbasso
- Shelly Manne – batteria

Chant of the Cosmos
- Shorty Rogers – tromba
- Jimmy Giuffre – clarinetto
- Bob Enevoldsen – trombone
- Bud Shank – sassofono alto
- John Graas – corno francese
- Paul Sarmento – tuba
- Earl Grey – pianoforte
- Ralph Peña – contrabbasso
- Shelly Manne – batteria

Note aggiuntive
- Nesuhi Ertegun – produttore, supervisione
- John Kraus e John Palladino – ingegneri delle registrazioni
- William Claxton – foto copertina album originale
- Burt Goldblatt – design copertina album originale
- John S. Wilson – note retrocopertina album originale [5]